# Rixheim
Rixheim är en kommun i departementet Haut-Rhin i regionen Grand Est (tidigare regionen Alsace) i nordöstra Frankrike. Kommunen ligger i kantonen Habsheim som tillhör arrondissementet Mulhouse. År 2022 hade Rixheim 14 125 invånare.

## Befolkningsutveckling
Antalet invånare i kommunen Rixheim
| Referens: INSEE |